# Osasco
Osasco es el quinto municipio más poblado del estado brasileño de São Paulo, y también uno de los más importantes en términos económicos. Tiene una superficie de 65 km², con 718.646 habitantes, forma parte de la región metropolitana del "Gran São Paulo" y está ubicado 16 km al oeste del centro de la ciudad de São Paulo
.

## Historia

### El Precolombino
Numerosas tribus de indios tupí-guaraníes habitaron la región desde antes de la llegada de los colonizadores portugueses.

### Período Colonial
El primer grupo de colonos a la región fue la ciudad de Quitaúna , fundada en el siglo XVII, donde vivió el pionero Antonio Raposo Tavares y donde se supone que fue enterrado. El pueblo de Quitaúna se vació de habitantes en el siglo XVIII con el descubrimiento del oro en Minas Gerais .
En la región donde hoy se encuentra Osasco y sus alrededores existían varios sitios y granjas. Cerca de las orillas del río Tieté en el siglo XIX , había un pueblo de pescadores y también grandes explotaciones. Una de ellas fue vendida al italiano Antonio Agu , y otra al portugués Manuel Rodrigues, dos inmigrantes que inician la historia de la ciudad.

### Época moderna

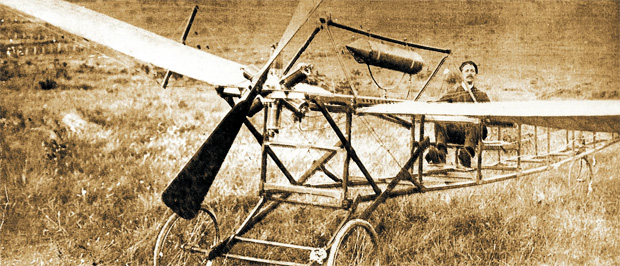
Lavaud Sensaud de su avión en Osasco en 1910.

La ciudad fue fundada a finales del siglo XIX por el italiano Antonio Agu, nacido en la ciudad de Osasco, noroeste de Italia. El fundador utilizó el nombre de su ciudad natal para la estación de tren que se construyó en la región. Hasta más o menos la mitad del siglo XX la ciudad se mantuvo apenas como un barrio aislado de São Paulo, sin mayor desarrollo.
A partir de entonces Osasco, en la región llegó a ser conocido, no dejó de crecer, mucha gente llegó a saber que el comercio y varias industrias clave se habían asentado allí. Para hacer funcionar las máquinas en estas industrias se contrató mano de obra inmigrante.
Los inmigrantes procedían principalmente de Italia, España, Portugal, Alemania y Japón . Con la creciente población de trabajadores, se hizo posible el desarrollo del comercio, de las colonias desarrolladas principalmente armenios, libaneses y  judíos. En las zonas rurales, muchos inmigrantes  japoneses plantaron verduras. Esta mezcla de las poblaciones inmigrantes marca el primero de la ciudad actual.
Osasco fue la que realizó el primer vuelo de América Latina, la entusiasta joven barón Dimitri lavanda Sensaud.
A partir de los años 50 algunas industrias y la sede de uno de los bancos más grandes de América Latina eligieron la región para instalarse y así atrajeron a la gente para vivir y trabajar en Osasco. Con el crecimiento de la población surgieron reivindicaciones para conseguir mejoras en la estructura del barrio paulista, y en la década de los 60 el “Movimiento de los Autonomistas” logró emancipar a la ciudad de São Paulo el 19 de febrero de 1962, constituyéndose un municipio propio.
Durante los años 70 la ciudad mantuvo su desarrollo industrial y su población básicamente formada por el proletariado hasta que, a finales de la década de los 80, muchas de las grandes industrias empezaron a dejar el área metropolitana de São Paulo y partieron hacia el interior del estado especialmente, a ciudades que les ofrecían incentivos fiscales.
Durante los años 90 la ciudad tuvo un sorprendente desarrollo en las áreas de comercio y servicios, atrayendo una emergente clase media con la mejora de la infraestructura vial y de la imagen urbana, que contribuyeron a que la ciudad recibiera muchos emprendimientos inmobiliarios, verticalizándose rápidamente. Desde mediados de la última década del siglo XX, se volvió uno de los polos de comercio y servicios más importantes de la Región Metropolitana de São Paulo, junto a São Bernardo do Campo, Santo André y Guarulhos. Hoy, la ciudad todavía cuenta con algunas importantes industrias - aunque actualmente predominan las pequeñas y medianas -, además de sedes y sucursales de otras grandes empresas.
 Principales acontecimientos históricos después de emancipación de Osasco
- La huelga fue Cobrasma el 16 de julio de 1968. Los trabajadores protestaron por la muerte de sus colegas en las calderas y los salarios bajos. Este acto se dirigió contra el régimen militar de la época.
- La explosión de Osasco Plaza Shopping el 11 de junio de 1996. La causa fue una fuga de gas subterráneo. 42 personas murieron y 300 resultaron heridas. Este accidente tuvo repercusiones en los medios de comunicación nacionales e internacionales.

## Administración Pública
Osasco tuvo los siguientes prefectos desde su emancipación:
- Hirant Sanazar (1962-1967)
- Guaçu Piteri (1° Mandato: 1967-1970)
- José Liberatti (1970-1973)
- Francisco Rossi (1º Mandato: 1973-1977)
- Guaçu Piteri (2° Mandato: 1977-1982)
- Humberto Parro (1983-1988)
- Francisco Rossi (2º Mandato: 1989-1992)
- Celso Giglio (1º Mandato: 1993-1996)
- Silas Bortolosso (1997-2000)
- Celso Giglio (2º Mandato: 2001-2004)
- Emidio Pereira de Souza (1º Mandato: 2005-2008)
- Emidio Pereira de Souza (2º Mandato: 2009-2012)
- Jorge Lapas (2013-2016)
- Rogério Lins (2017- hasta 2021)

## Educación

### Instituciones de Enseñanza Superior y Técnica
- Escuela Técnica Estatal (ETEC de Osasco)
- Servicio Nacional de Aprendizaje Industrial (Escuela Senai Nadir Dias de Figueredo)
- Servicio Nacional de Aprendizaje Comercial (SENAC)
- Facultad de Ciencias de la Fundación Instituto Tecnológico de Osasco (Fac-FITO)
- UniAnhanguera
- Centro Universitario FIEO (UNIFIEO)
- Facultad Fernão Dias
- Facultad FIPEN
- Futuramente la ciudad tendrá una unidad de la Facultad de Tecnología del Estado de São Paulo (FATEC) y otra de la Universidad Federal de São Paulo (UNIFESP)

### Principales escuelas y centros de formación
- SENAI "Nadir Figueiredo Dias" PPC 1.19
- Cívica de la Juventud de Osasco (JUCO)
- Colegio Integrado de Osasco - Meta
- La educación universal Centro Star - Cielo
- Instituto Nacional de Ciencias de la Educación Teixeira ( INEP )
- Colegio Anglo
- Colegio Adventista de Yara Vila
- Solicitud a la Universidad
- Albert Einstein College
- Cecilia Meireles Colegio
- Colegio Escopo
- Colegio Carvalho Cunha
- Colegio y Desafío Cursino
- Colegio Fernão Dias Paes
- Colegio Stella Familia
- Colegio Nuestra Señora de la Misericordia
- Colegio Haya
- Colegio Padre Anchieta
- Presbyterian College
- Prisma Colegio
- Centro de Educación Prestes Maia
- Colegio Mike Papa
- Colegio Juegos
- ETB Transforma (escuela técnica)
- Escuela Estadual Antonio Raposo Tavares - CENEART
- Estado Bonetti Escuela Gloria sour
- Escuela del Estado el Prof. Heloisa de Assumpção
- Escuela Estatal de Lucy Carrozo Ana Latorre
- Escuela del Estado Mayor Telmo Coelho Filho
- Escuela del Estado. José María Rodrigues Leite
- Escuela del Estado. Anézio Cabral
- Escolar del Estado. Armando Gabán
- Estado de la escuela vieja Alice Teixeira
- José Liberatti Escoluela del Estado
- Escuela Estadual Dr. Antonio Braz Gambarini
- Escuela Marechal Bittencourth Estadual
- Escuela del Estado Vicente Peixoto
- Estado Negrelli Escuela Walter
- Escuela Técnica Superior de Osasco (ETEC)
- Bradesco (Ciudad de Dios)
- Fundación Instituto Tecnológico de Osasco ([FITO])
- Educación Ebenezer Instituto
- San Pío X Instituto
- Colegio SESI 064
- Sesi 425 Roberto Jd

## Salud

### Principales Hospitales del Municipio
- AACD (Associação de Assistência à Criança Deficiente) Archivado el 5 de enero de 2009 en Wayback Machine.
- Hospital Cruzeiro do Sul
- Hospital y Maternidad Amador Aguiar
- Hospital y Maternidad João Paulo II
- Hospital Montreal S/A
- Hospital Municipal Antônio Gíglio
- Hospital Dr. Vivaldo Martins Simões (Regional)
- Hospital y Maternidad Sino-Brasileiro
- Hospital Nossa Senhora de Fátima (enlace roto disponible en Internet Archive; véase el historial, la primera versión y la última).

## Cultura

### Bibliotecas
- Biblioteca Municipal Monteiro Lobato
- Biblioteca Heitor Sinegalia
- Biblioteca Manoel Fiorita
- Biblioteca do Centro Universitário FIEO
- Biblioteca da Faculdade de Ciências da FITO

### Teatro
- Teatro Municipal de Osasco
- Espaço Grande Otello
- Teatro do Sesi
- Teatro CEU Zilda Arns

### Museos
- Museo Dimitri Sensaud de Lavaud
- Museo Bradesco

### Instituciones y Centros Culturales
- Centro de Eventos Pedro Bortolosso
- Espacio Cultural Grande Otelo
- Escuela de Artes César Antonio Salvi
- Casa de Angola
- Casa del Violeiro de Brasil
- SESC Osasco (en construcción, parcialmente en funcionamiento)

### Medio ambiente
- Parque Ecológico Nelson Vilha Dias
- Parque Municipal Dionísio Alvares Mateos
- Parque Municipal Chico Mendes
- Parque Clóvis Assaf
- Parque de Lazer Antônio Temporim
- Parque Ecológico Jardim Piratininga

## Economía
Osasco fue una ciudad industrial, pero no había descentralización industrial a otras regiones y ahora la ciudad es caminando de tiendas y servicios.

### Principales Empresas e Industrias
- Asociación Comercial y Empresarial de Osasco (ACEO)
- ArvinMeritor
- Avon - centro de distribución
- Pedágio Sem Parar
- Bradesco - matriz
- ABB
- Osram
- SBT
- Rede TV
- Pão de Açúcar - centro de distribución
- Natura
- Colgate-Palmolive
- Unibanco - CPD
- Ebicen
- Coca-Cola - centro de distribución
- Submarino
- McDonald's - centro de distribución
- Ponto Frio - centro de distribución
- Diário de S. Paulo - parque gráfico

### Mercados
- Mercado Municipal de Osasco

### Hipermercados
- Carrefour
- Extra
- Makro
- Sam's Club
- Walmart

### Shopping Centers
- Osasco Plaza Shopping
- Super Shopping Osasco
- Shopping União de Osasco

### Mini Centers
- Empresarial Shopping Primitiva (1º centro comercial denominado como "shopping" en la ciudad)
- Shopping Galeria (1ª galería comercial de la ciudad, anteriormente conocida como Galería Fuad Auada)
- Fantasy Shopping

### Bancos
- Bradesco
- Banco do Brasil
- Caixa Econômica Federal
- Nossa Caixa
- Banco Santander
- Real
- HSBC
- Unibanco
- Itaú
- Citibank
- Banco Safra
- Banco Panamericano

## Deportes
- El equipo de voleibol femenino de Osasco (actualmente Sollys/Osasco) es reconocido nacionalmente (4 veces campeón de la Superliga Brasileña de Voleibol: 2002/3, 2003/4, 2004/5 y 2009/10).
- Los equipos masculino y femenino de fútbol sala de Osasco también suelen destacarse en campeonatos nacionales.
- Osasco nunca tuvo un equipo de fútbol que disputara cualquier torneo nacional profesional. Sin embargo, casi siempre estuvo presente en las divisiones inferiores del Campeonato Paulista. Los equipos de la ciudad que ya disputaron el torneo citado en el pasado fueron: Associação Atlética Floresta, Associação Atlética Osasquense, Esporte Clube Osasco, Grêmio Água Branca Futebol Clube, Independência Futebol Clube, Montenegro Futebol Clube, Osasco Futebol Clube y União Esportiva Rochdale. Entre ellos se destaca el Montenegro, que llegó a disputar la segunda división del campeonato. Hoy en día, el equipo que representa la ciudad es el Grêmio Esportivo Osasco, que así como el Montenegro, disputó la segunda división del Campeonato Paulista en 2010, en la cual se mantuvo por apenas algunos meses, descendiendo a la tercera división (también conocida como "Primera División - Serie A3") para el año de 2011.

### Principales Instalaciones Deportivas
- Asociación Cristiana de Jóvenes/YMCA (ACM en portugués)
- SESI Jardim Piratininga
- Club Floresta
- Club de los Subtenientes y Sargentos del II Ejército
- Estadio Prefeito José Liberatti
- Estadio Municipal de Vila Yolanda
- Gimnasio Polideportivo Geodésico
- Gimnasio Polideportivo Liberatti
- Gimnasio Polideportivo Domingos Piteri
- São Francisco Golf Club

## Geografía

### Topografía
Osasco se encuentra a una altitud de 792 metros.

### Clima
Como en casi todas las metropolitana de São Paulo, el clima es subtropical. Poco caliente y lluvioso, el verano invierno suave y categorías. La temperatura media anual es de alrededor de 18 °C, siendo el mes de julio el más frío (promedio de 14 °C) y más cálidos en febrero (promedio de 22 °C). La precipitación anual es de alrededor de 1400 mm.
Osasco, se han registrado nevadas en los años 1900.1918 y 1955. La temperatura más baja jamás registrada fue de -2 °C en 1955 y superior a 37 °C en 1966. En el año 2009 se registraron 5 °C.
| Parámetros climáticos promedio de Osasco | Parámetros climáticos promedio de Osasco | Parámetros climáticos promedio de Osasco | Parámetros climáticos promedio de Osasco | Parámetros climáticos promedio de Osasco | Parámetros climáticos promedio de Osasco | Parámetros climáticos promedio de Osasco | Parámetros climáticos promedio de Osasco | Parámetros climáticos promedio de Osasco | Parámetros climáticos promedio de Osasco | Parámetros climáticos promedio de Osasco | Parámetros climáticos promedio de Osasco | Parámetros climáticos promedio de Osasco | Parámetros climáticos promedio de Osasco |
| Mes                                      | Ene.                                     | Feb.                                     | Mar.                                     | Abr.                                     | May.                                     | Jun.                                     | Jul.                                     | Ago.                                     | Sep.                                     | Oct.                                     | Nov.                                     | Dic.                                     | Anual                                    |
| ---------------------------------------- | ---------------------------------------- | ---------------------------------------- | ---------------------------------------- | ---------------------------------------- | ---------------------------------------- | ---------------------------------------- | ---------------------------------------- | ---------------------------------------- | ---------------------------------------- | ---------------------------------------- | ---------------------------------------- | ---------------------------------------- | ---------------------------------------- |
| Temp. máx. abs. (°C)                     | 35                                       | 35                                       | 34                                       | 32                                       | 31                                       | 29                                       | 29                                       | 33                                       | 37                                       | 35                                       | 35                                       | 34                                       | 37                                       |
| Temp. máx. media (°C)                    | 27                                       | 28                                       | 27                                       | 24                                       | 23                                       | 21                                       | 21                                       | 23                                       | 24                                       | 24                                       | 25                                       | 26                                       | 24                                       |
| Temp. media (°C)                         | 22                                       | 22.5                                     | 22                                       | 20                                       | 17.5                                     | 16                                       | 16                                       | 17                                       | 18                                       | 19                                       | 20                                       | 21                                       | 19                                       |
| Temp. mín. media (°C)                    | 18                                       | 18                                       | 17                                       | 15                                       | 13                                       | 11                                       | 11                                       | 12                                       | 13                                       | 15                                       | 16                                       | 17                                       | 15                                       |
| Temp. mín. abs. (°C)                     | 10                                       | 11                                       | 11                                       | 6                                        | 2                                        | -1                                       | -1                                       | -2                                       | 2                                        | 4                                        | 7                                        | 9                                        | -2                                       |
| Precipitación total (mm)                 | 240                                      | 210                                      | 150                                      | 70                                       | 70                                       | 50                                       | 40                                       | 40                                       | 80                                       | 120                                      | 140                                      | 200                                      | 1450                                     |
| [cita requerida]                         |                                          |                                          |                                          |                                          |                                          |                                          |                                          |                                          |                                          |                                          |                                          |                                          |                                          |

### Geopolítica
En la actualidad, Osasco es la sexta ciudad más grande en el estado de São Paulo.

### Municipios limítrofes
Sus límites son la capital del estado hacia el norte, este y sur Taboão da Serra sur, Cotia suroeste, Carapicuíba y Barueri oeste y Santana de Parnaíba noroeste.

### Hidrografía
- Corriente Baronesa
- Corriente Bussocaba
- Corriente de la Divisa
- Corriente Continental
- Corriente Areia
- Lago Parque Chico Mendes
- Lago Jardim Três Montañas
- Corriente João Alves
- Corriente Roja
- Rio Tietê

## Demografía
Datos del Censo - 2000
Población Total: 742.593
- Urbana: 740.593
- Rural: 0
- Hombres: 319.545
- Mujeres: 443.018
- Densidad demográfica (hab./km²): 10.055,36
- Mortalidad infantil hasta 1 año (por mil): 15,62
- Expectativa de vida (años): 71,35
- Tasa de fertilidad (hijos por mujer): 1,94
- Tasa de Alfabetización: 94,24%
- Índice de Desarrollo Humano (IDH-M): 0,818
- IDH-M Salario: 0,769
- IDH-M Longevidad: 0,772
- IDH-M Educación: 0,913

(Fuente: IPEAFecha)
Variación demográfica de la ciudad 

Fuente IBAM

### Origen étnico
| Origen étnico | Porcentaje |
| ------------- | ---------- |
| Blanca        | 66.3%      |
| Negro         | 4.5%       |
| Pardo         | 27.5%      |
| Amarillo      | 0.8%       |
| Indígena      | 0.2%       |

Fuente: IBGE

### Delito
La ciudad de Osasco, así como en todo el Gran São Paulo, ha visto un descenso de la criminalidad en los últimos años, especialmente en la tasa de homicidios por cada 100 000 habitantes:
- 1999 -37.61 / 100.000 habitantes
- 2004 -26.09 / 100 000 habitantes[8]
- 2008 -14.82 / 100.000 habitantes
- 2010 -13.98 / 100 000 habitantes[9]

Dado que las muertes por asalto cayeron de 70,93 / 100.000 habitantes en 1999 a 37,61 por cada 100 mil habitantes en 2004 una reducción del 47%, según Seade

### Religión
| Religión         | Porcentaje | Número  |
| Católica         | 64,75%     | 422.553 |
| Evangélicos      | 20.54%     | 134.042 |
| Ninguna religión | 9.33%      | 60.886  |
| Espíritistas     | 0.90%      | 5.873   |
| Budistas         | 0,23%      | 1.500   |
| Judíos           | 0,04%      | 261     |

Fuente: IBGE 2000 (datos obtenidos mediante la investigación de la auto-declaración)

### Barrios
- Adalgisa
- Aliança
- Ayrosa
- Baronesa
- Bela Vista
- Bonança
- Bonfim
- Bussocaba City
- Castelo Branco
- Centro
- Cidade das Flores
- Cidade de Deus
- Cipava
- Cipava II
- City Bussocaba
- Conceição
- Conjunto Metalúrgicos
- Continental
- Distrito Industrial Altino
- Distrito Industrial Anhanguera
- Distrito Industrial Autonomistas
- Distrito Industrial Centro
- Distrito Industrial Mazzei
- Distrito Industrial Remédios
- Helena Maria
- IAPI
- Jaguaribe
- Jardim Açucará
- Jardim Agua Boa
- Jardim das Bandeiras
- Jardim D'Abril
- Jardim D'Avila
- Jardim das Flores
- Jardim Elvira
- Jardim Guadalupe
- Jardim Iguaçu
- Jardim Ipê
- Jardim Joelma
- Jardim Mutinga
- Jardim Oriental
- Jardim Piratininga
- Jardim Platina
- Jardim Roberto
- Jardim Veloso
- Jardim São Victor
- km 18
- Munhoz Júnior
- Novo Osasco
- Padroeira II
- Paiva Ramos
- Parque Cachoeirinha
- Parque Palmares
- Pestana
- Portal D'Oeste
- Presidente Altino
- Quitaúna
- Raposo Tavares
- Remédios
- Recanto das Rosas
- Rochdale
- Santa Fé
- Santa Maria
- Santo Antônio
- São Pedro
- Setor Militar
- Três Montanhas
- Umuarama
- Vila Campesina
- Vila Menck
- Vila Militar
- Vila Osasco
- Vila São José
- Vila Yara
- Vila Yolanda

### Transporte
Osasco debido a su proximidad a São Paulo, tiene un tránsito similar a la capital del estado. En la ciudad se pueden encontrar los medios de carretera y ferrocarril.

### Las principales carreteras
- Avenida dos Autonomistas

Arteria que conecta el límite municipal con São Paulo del límite municipal con Carapicuíba , pasando por los barrios: Villa Yara, Vila Campesina Vila Osasco, Centro, km. 18 y Quitaúna.
- Viaducto Reinaldo de OliveiraViaducto Reinaldo de Oliveira en la noche.

Puente de la Avenida autonomistas
- Avenida Maria Campos

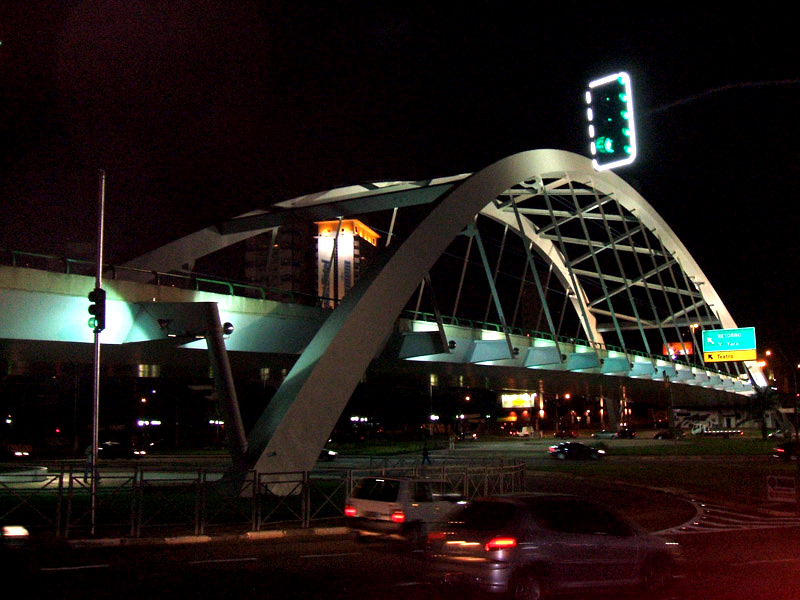
Viaducto Reinaldo de Oliveira en la noche.

Conecta el centro de la ciudad a la ciudad, pasando por delante de PowerCenter Osasco, centro comercial que incluye SuperShopping Osasco , C & C, Cobasi, Wal-Mart y Sam's Club .
- Avenida Bussocaba/Avenida Prefeito Hirant Sanazar

Liga de la Ciudad de barrios Jaguaribe, Novo Osasco, Jd. D'abril, en la sede de Bradesco - Cidade de Deus, la Facultad de Derecho de Osasco y el Tribunal Especial de Pequeñas Causas.
- Viaducto Presidente Tancredo Neves

Se conecta a la Zona Norte de la Zona Sur del municipio.
- Avenida Presidente Médici

Una de las áreas principales que conecta el norte barrios de María Elena, la baronesa, Jardín del pueblo Ayrosa Mutinga y llegando a São Paulo (Vila acceso Piauí, Pirituba).
- Avenida Getúlio Vargas

IAPI conecta los distritos y barrios Jardín Piratininga Mary Helen, la baronesa y la Alianza, a través del complejo deportivo y el Teatro del SESI, INCOR, FITO, AACD, y el Hospital de Maternidad y la Capilla Amador Aguiar.
- Avenida Visconde de Nova Granada/Avenida Sport Club Corinthians Paulista

Conecta el km 18 al barrio San Antonio, más allá de la FAC-FITO - Facultad FITO de la corporación y los Bomberos de Osasco.
- Avenida Santo Antônio

Activa el Jardín de las Flores en Bella Vista.
- Avenida Antônio Carlos Costa

Se conecta a la zona de Bella Vista Jaguaribe.
- Calle de la Estaçión

Que une el centro a 18 km.
- Avenida Pedro Pinho

Conecta el km 18 a Jardin Califórnia.
- Avenida João de Andrade

Discurre a través de la Jardim Santo Antonio, el Jardín de California, el Jardín Veloso.
- Avenida Sarah Veloso

Cruza el jardín Veloso, que conecta San Antonio y Jardim Novo Osasco, la Asamblea de Trabajadores Metalúrgicos.
- Complexo Viário Fuad Auada

Salida de la autopista Castelo Branco , que conecta el Viaducto Propietario Ignes Collino, lo que lleva al centro.
- Avenida Hilário Pereira de Souza

Que une el centro con jardin Wilson y Parque Continental.
- Avenida Franz Voegelli

Liga de la avenida Vila de Yara y el Jardín de autonomistas Wilson, a través de dos campus de la Universidad y el Centro de FIEO FIZO Facultad.
- Avenida Benedito Alves Turíbio

Conecta los barrios Jardín Cirino, Jardin Padroeria, Jardín Turíbio, Jardim Joelma, Jardim Santo Antonio, formando una "S".
- Avenida Giuseppe Sacco

Liga de los barrios Jardín Iguaçu, Jardín Banderas y el acceso a la Padroeiraa de la Circunvalación y el Distrito de Carapicuíba Parque Jandaia.
- Avenida Padre Vicente Mellilo/Avenida Prestes Maia

Liga de la Ciudad de barrios Bussocaba, Jardim Novo Osasco, Jardín, Umuarama y Jardin d'abril.
- Avenida Novo Osasco

Liga de los barrios Jardin en abril, Jd Novo Osasco,  Bussocaba y también da acceso a la zona de Jaguaribe.

### Trenes

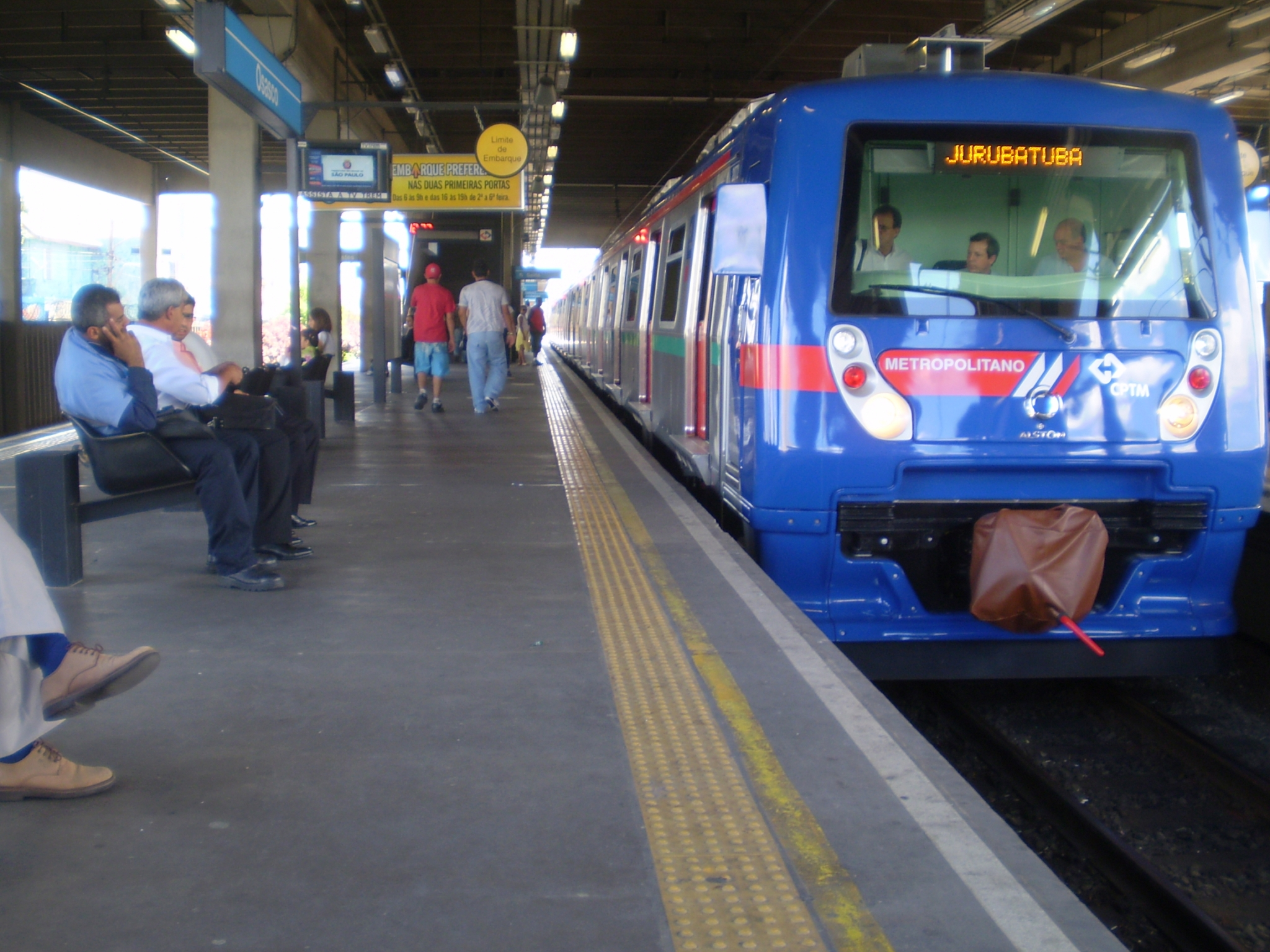
Estaçíon Osasco de la CPTM.

La ciudad es servida por los trenes de la línea 8 y la línea 9 del CPTM . Las estaciones son:
- Presidente Altino(líneas 8/9)
- Osasco (líneas8/9)
- Comandante Sampaio(línea 8)
- Quitaúna (línea8)

### Rutas
- Rodovia Castelo Branco (SP-280) - el acceso principal a la ciudad.
- Rodovia Anhangüera (SP-330)
- Rodoanel Mário Covas (SP-21)
- Rodovia Raposo Tavares (SP-270)

### Las empresas de autobuses
- Viação Osasco
- Auto Viação Urubupungá

### Terminales de autobuses más importantes en Osasco
- Terminal Amador Aguiar (Vila Yara)
- Terminal Largo de Osasco
- Camino Osasco

### Aeropuertos de São Paulo

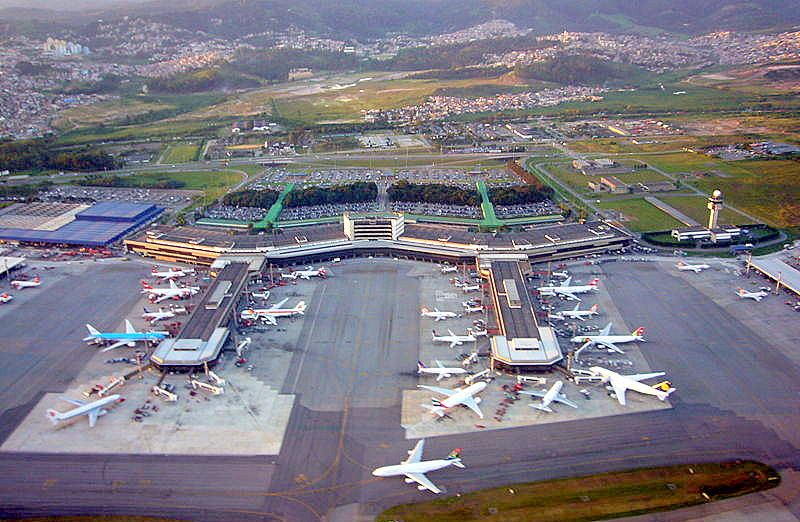
Aeropuerto Internacional de Guarulhos.

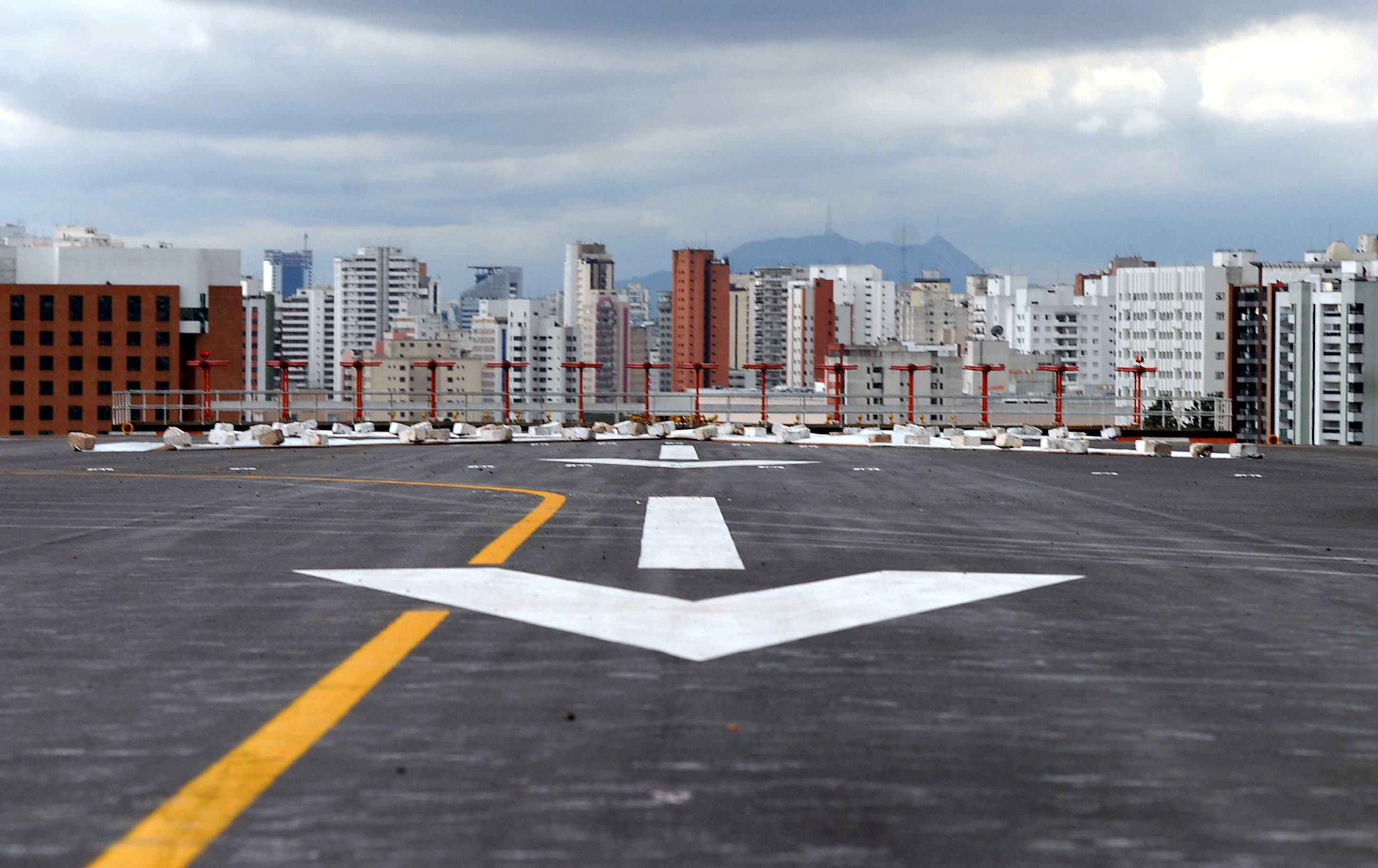
Aeropuerto de Congonhas.

- Aeropuerto Internacional de Guarulhos
- Aeropuerto de Congonhas

## Medios de comunicación
Entre los medios de comunicación en la ciudad, son:

### Los periódicos impresos
- Diario de la Región ;
- Visión Occidental ;
- Zero Page ;
- Correo Paulista;
- Diario del tren;

### Sitio web de noticias
- Portal PlanetaOsasco.com;
- Webdiário;

### Emisoras de radio
- Nueva emisión y 1540 AM;
- Iguatemi de radio AM.
- Radio FM Terra.

### Estaciones de televisión

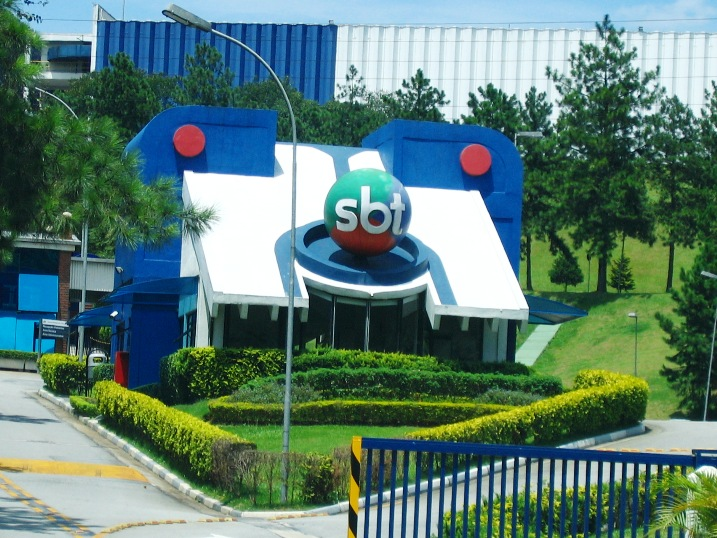
SBT

- Sistema Brasileño de Televisión ( SBT ), el canal VHF 04 (São Paulo);
- Nueva Generación de la Televisión ( SNG ), el canal UHF 48;
- TV Shop Tour UHF canal 46;
- Osasco TV, el canal UHF 22;
- Net Servicios de Comunicación y;
- RedeTV, el canal VHF 09 (São Paulo).

## Hermanamientos
- Gyumri, Armenia
- Xuzhou, China
- Viana,  Angola
- Tsu,  Japón
- Osasco,  Italia